# Chroniques (Froissart)
Pour les articles homonymes, voir Chronique.

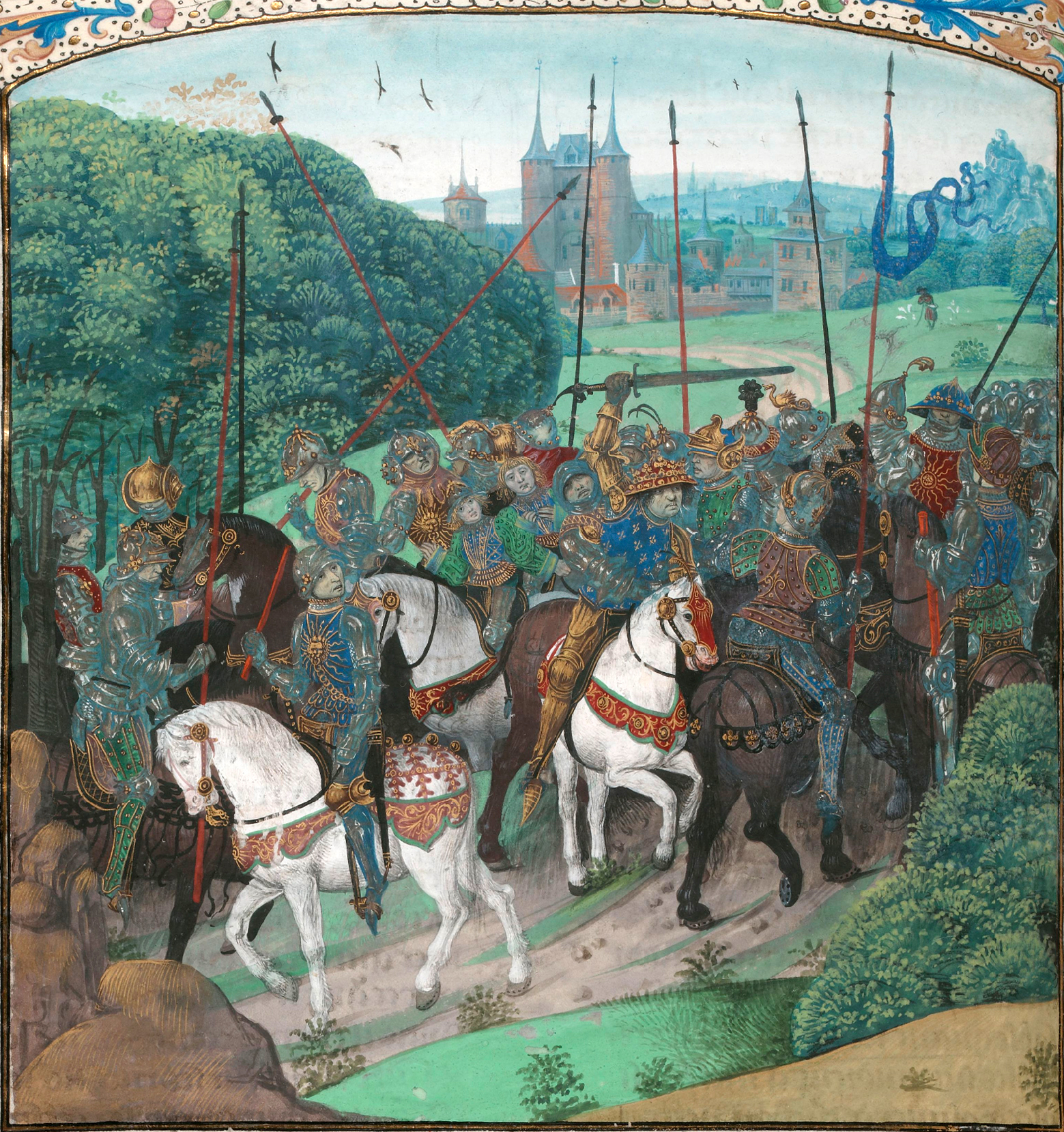
Dans un accès de folie, Charles VI attaque ses propres compagnons.

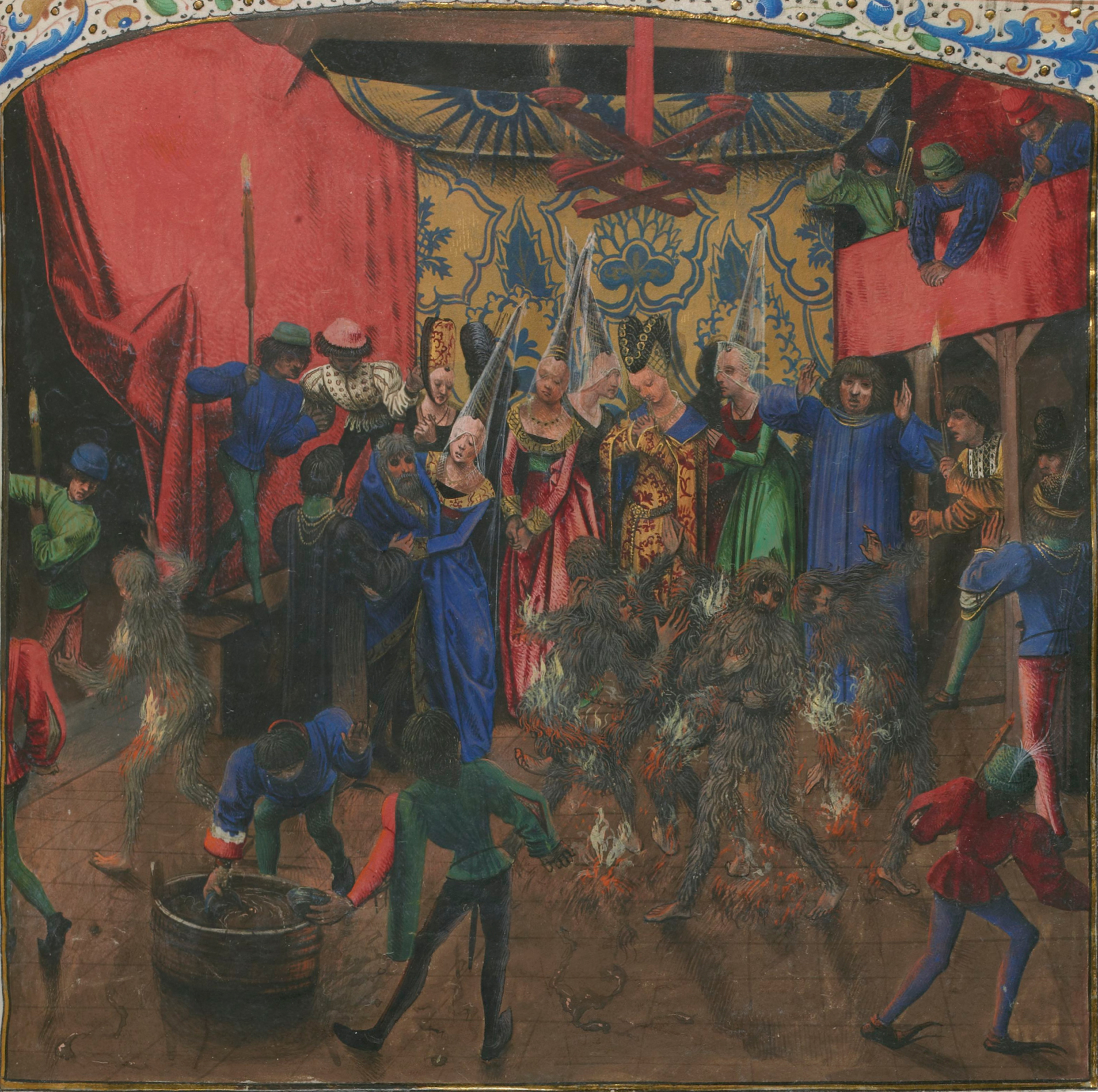
Le Bal des ardents : Charles VI à gauche tente de se cacher sous la jupe de Jeanne II d'Auvergne ; au centre des danseurs en feu (manuscrits Gruuthuse).

Les Chroniques de Jehan Froissart sont des chroniques médiévales écrites au XIVe siècle en moyen français par Jean Froissart ; elles constituent un récit en prose de la guerre de Cent Ans. Les Chroniques s'ouvrent sur les événements qui ont précédé la déposition d'Édouard II en 1326 et couvrent la période allant jusqu'à 1400. L'auteur y décrit les événements survenant en Europe de l'Ouest, principalement en Angleterre, en France, en Écosse, aux Pays-Bas et dans la péninsule Ibérique, et mentionne plus rarement d'autres pays et régions tels que l'Italie, l'Allemagne, l'Irlande, les Balkans, Chypre, la Turquie et l'Afrique du Nord.

## Présentation
Les Chroniques de Froissart couvrent les années 1322 à 1400 et décrivent les évènements de la première moitié de la Guerre de Cent Ans. Reçu à la cour des princes et des rois, en France, en Angleterre et en Écosse, l'auteur a pu y recueillir de nombreux témoignages et les a relatés, ce qui donne à son ouvrage une telle précision. Il s'est basé sur les Histoires du chroniqueur  Jean Lebel et en a généralement suivi le plan, comme il le reconnaît dans son prologue : 

« je me veux fonder et ordonner sur les vraies chroniques jadis faites et rassemblées par vénérable homme et discret seigneur monseigneur Jean le Bel, chanoine de Saint-Lambert de Liége, qui grand’cure et toute bonne diligence mit en cette matière, et la continua tout son vivant au plus justement qu’il pût, et moult lui coûta à acquerre et à l’avoir. »

Les Chroniques de Jean Froissart, sont une source essentielle pour la connaissance du XIVe siècle et de l'histoire de la guerre de Cent Ans. Elles constituent l'expression principale de la culture chevaleresque de l'Angleterre et de la France au XIVe siècle. L'œuvre de Froissart est perçue comme étant d'une importance vitale pour comprendre le XIVe siècle européen, en particulier la guerre de Cent Ans. Mais les historiens modernes reconnaissent aussi de nombreuses limites aux Chroniques en tant que source historique : elles contiennent des dates erronées, des indications géographiques incorrectes, elles donnent des estimations inexactes sur la taille des armées et des victimes de la guerre, et peuvent être biaisées en faveur des mécènes de l'auteur. Froissart est parfois répétitif ou couvre des sujets apparemment insignifiants, mais ses descriptions de batailles sont vives et entraînantes. Pour les périodes antérieures, Froissart a basé son travail sur d'autres chroniques existantes, mais ses propres expériences, combinées avec celles des témoins interrogés, fournissent une grande partie du fond des derniers livres. Froissart n'a jamais assisté à une bataille, mais il a visité en 1386 le site des deux batailles de L'Écluse (celle de 1340 et celle de 1385) et a vu les préparatifs d'une invasion de l'Angleterre. Il était présent à certains événements importants tels que le baptême de Richard II à Bordeaux en 1367, le couronnement du roi Charles V le Sage à Reims en 1380, le mariage du duc Jean de Berry et de Jeanne II d'Auvergne à Riom et la « joyeuse entrée » de la reine Isabeau de Bavière à Paris, tous deux en 1389.
Froissart n'évoque que rarement la plèbe, mais c'est en grande partie la conséquence de son objectif déclaré d'écrire une histoire des exploits chevaleresques pendant les guerres entre la France et l'Angleterre. Froissart n'était pas indifférent aux effets des guerres sur le reste de la société. Son livre II décrit largement les révoltes populaires dans différentes parties de l'Europe occidentale (France, Angleterre et Flandre), et dans cette partie des Chroniques l'auteur fait souvent preuve d'une bonne compréhension des facteurs qui influencent les économies locales et leurs effets sur la société ; il semble également avoir beaucoup de sympathie en particulier pour les couches les plus pauvres des populations urbaines de Flandre. Les deux derniers de ses quatre livres sont plus passionnants, parce qu'écrits à chaud : « la chronique a rattrapé la réalité » ; il transforme ainsi ses chroniques en mémoires.
Les Chroniques sont une œuvre très imposante : avec près de 1,5 million de mots, elles sont parmi les plus longs ouvrages écrits en prose française à la fin du Moyen Âge. Enguerrand de Monstrelet continue les Chroniques jusqu'en 1440, et Jean de Wavrin en incorpore une grande partie dans son propre ouvrage. Aux XVe et XVIe siècles, les Chroniques ont été traduites en néerlandais, anglais, latin, espagnol, italien et danois. Le texte des Chroniques de Froissart est conservé dans plus de 150 manuscrits, dont beaucoup sont illustrés, certains abondamment.

## Synopsis

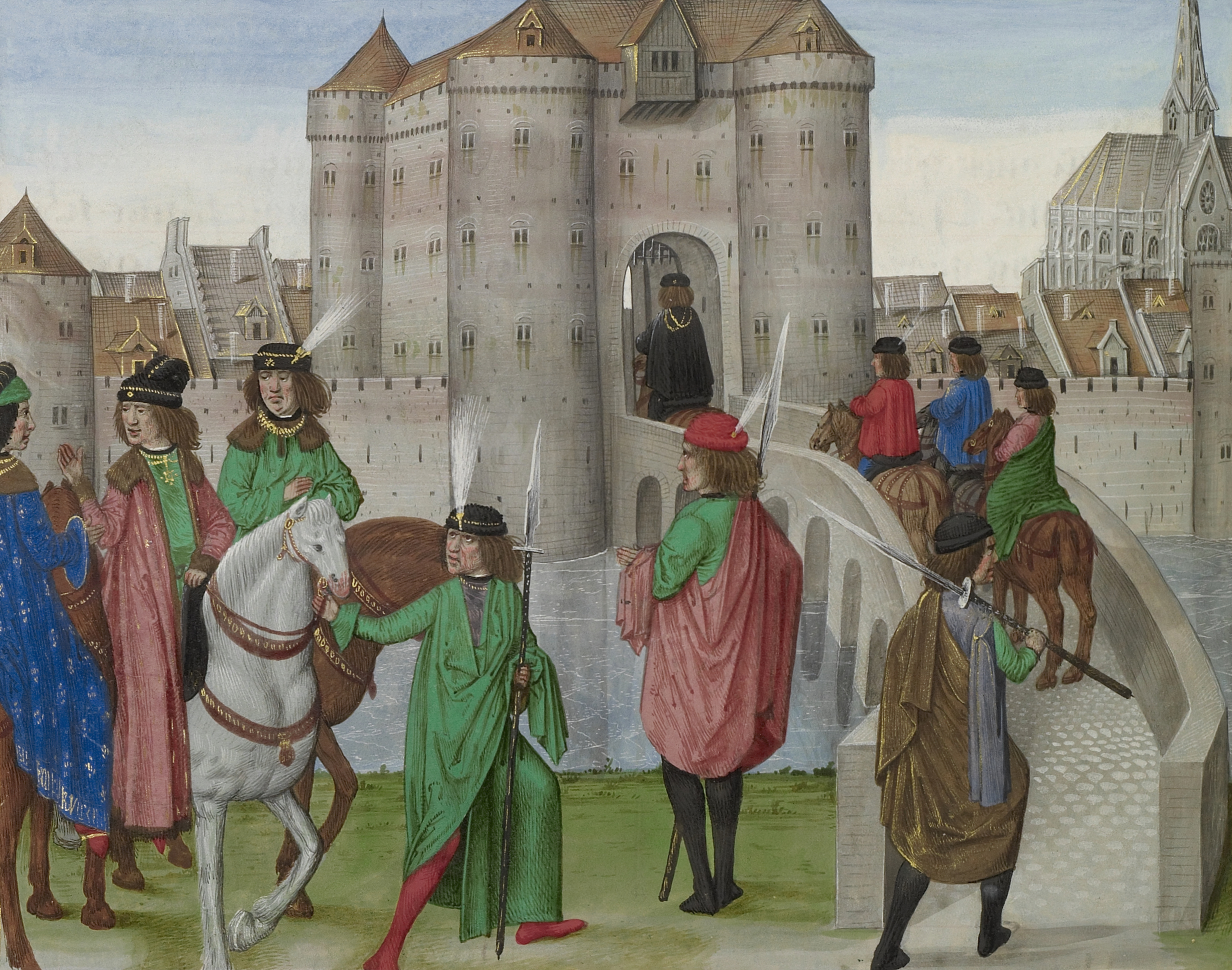
Les ducs du Berry et de Bourgogne quittent Paris pour rencontrer le duc de Bretagne.

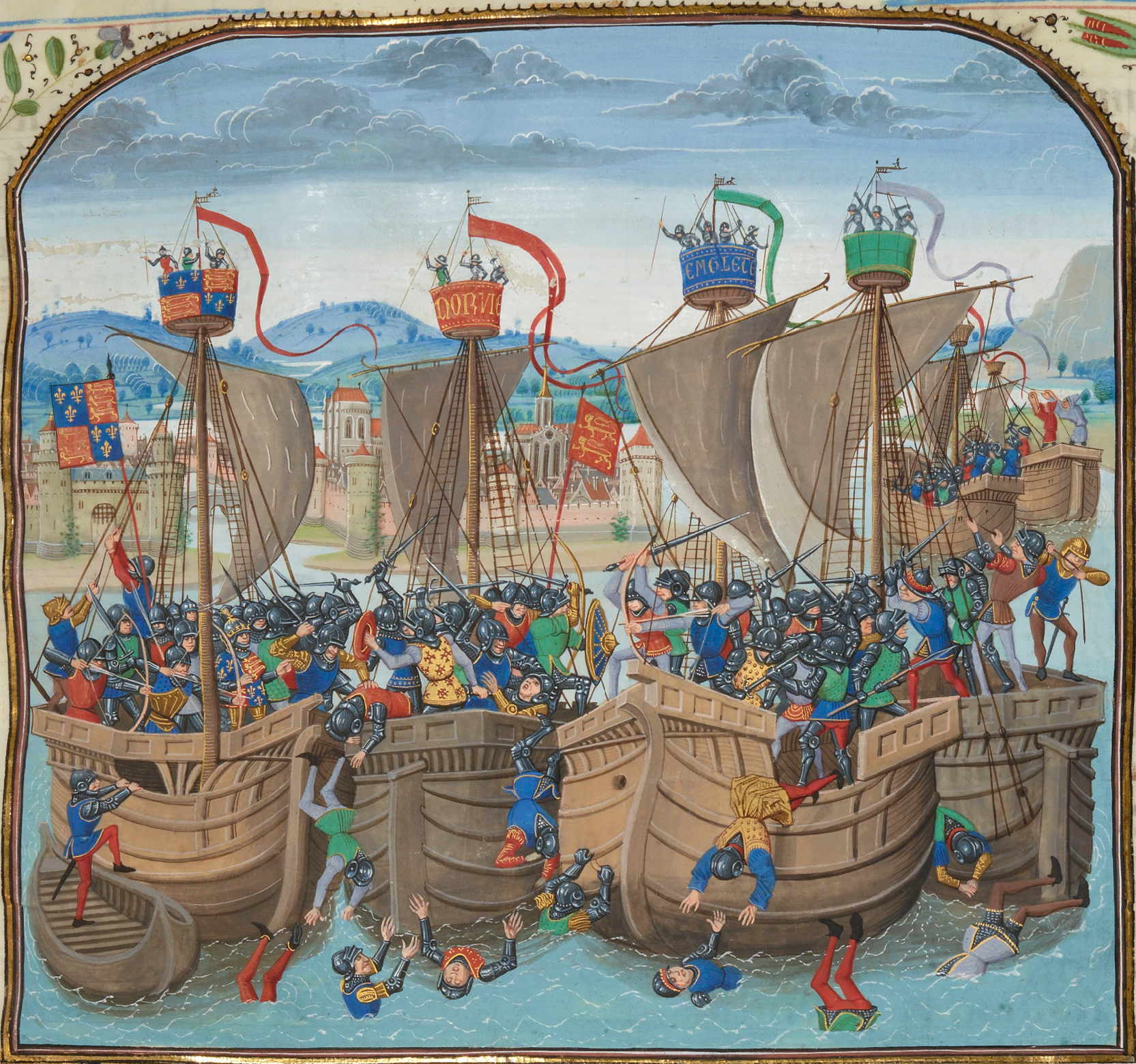
La Bataille de L'Écluse (1340) (manuscrits Gruuthuse).

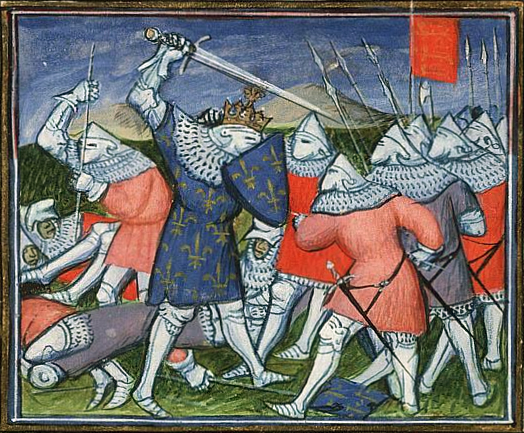
La Bataille de Poitiers (1356), mélange d'arrière-plans à motif et naturaliste (Manuscrit KB 72 A 25, vers 1410).

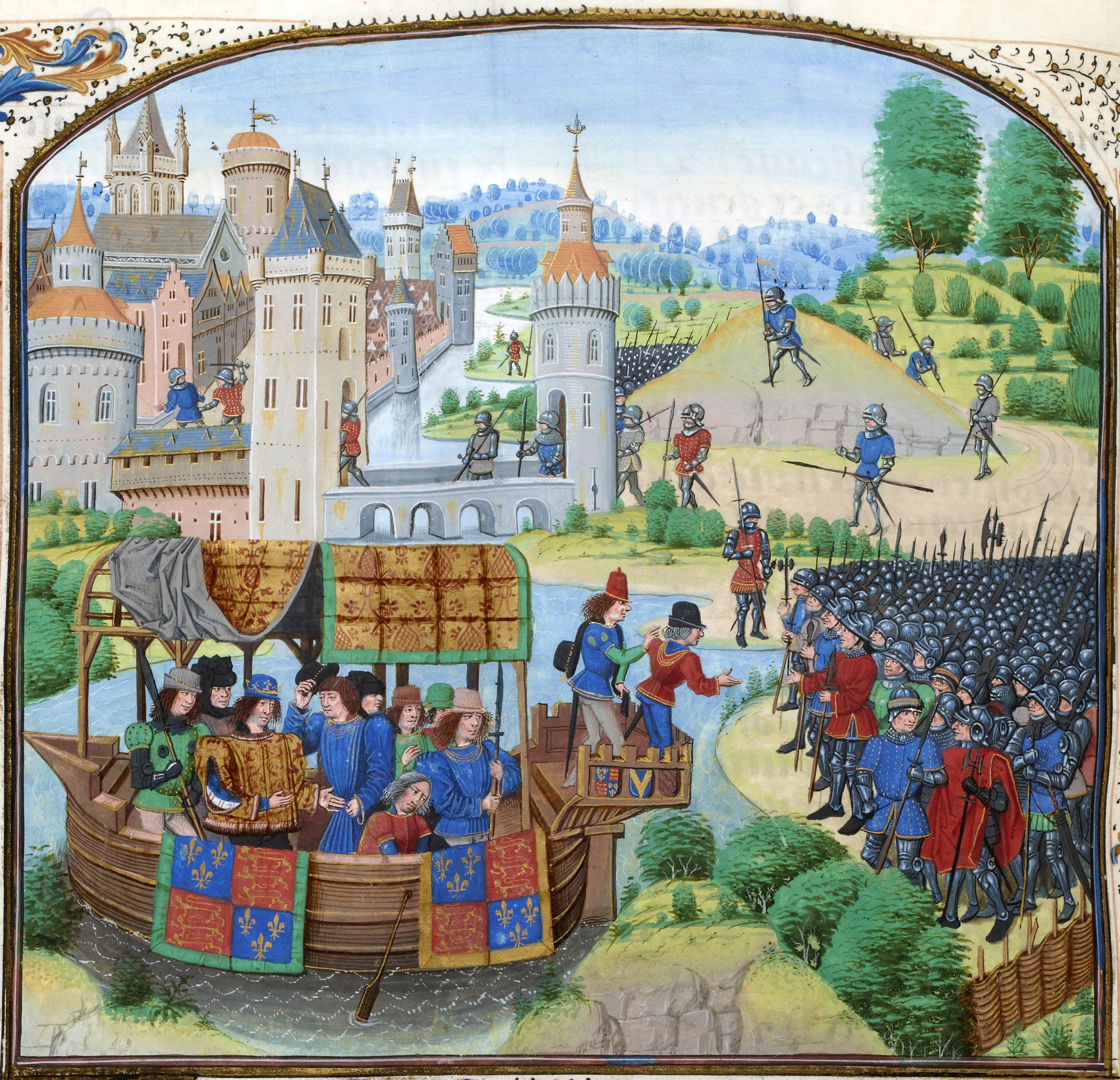
Richard II rencontre les rebelles le 13 juin 1381 (manuscrits Gruuthuse).

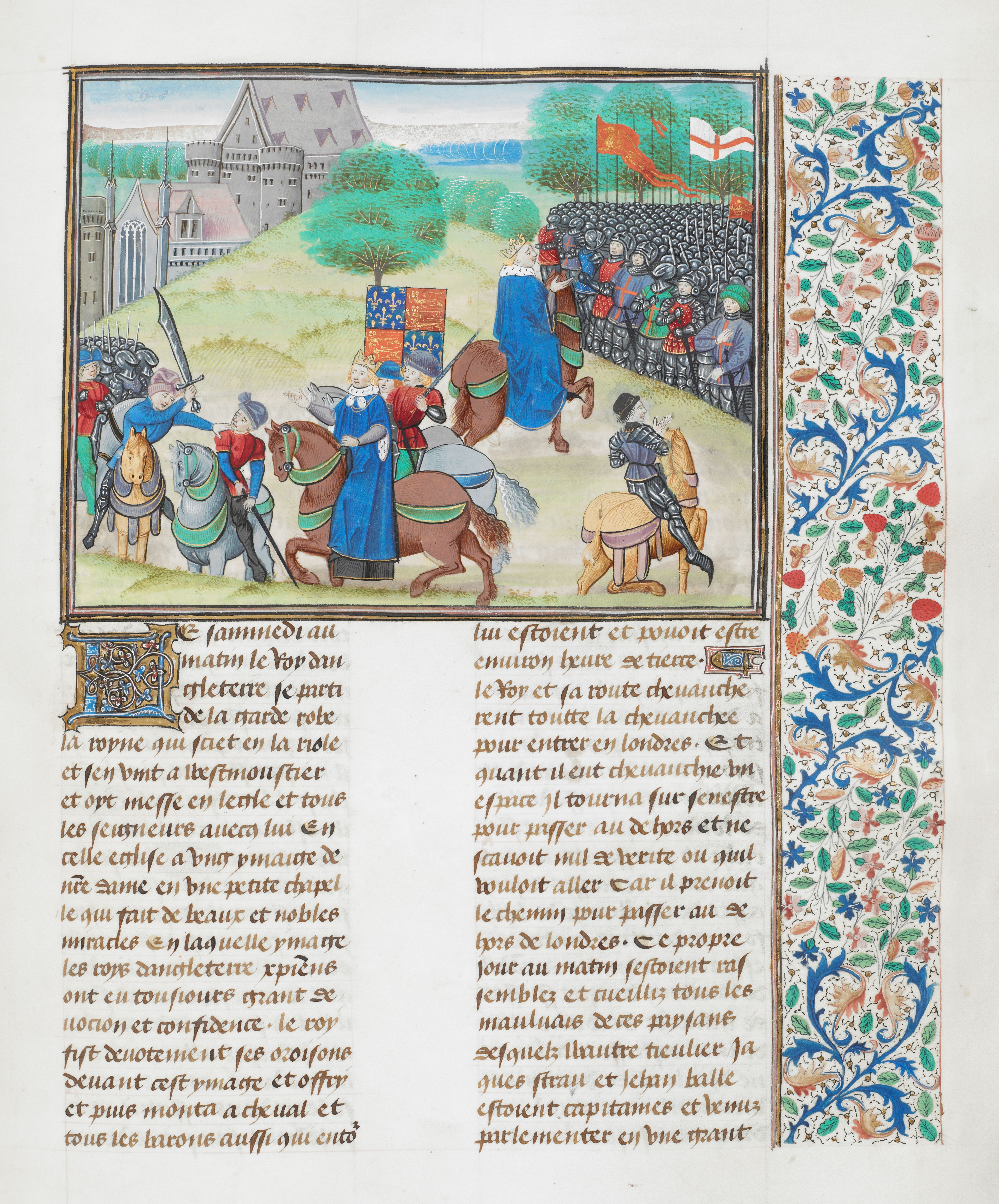
Révolte des paysans ; Richard II à la révolte des paysans et mort de Wat Tyler, 1381.

L'édition de Siméon Luce comporte une numérotation des rubriques des Chroniques en paragraphes, numérotation reprise dans les éditions ultérieures. Le premier des livres comporte pas moins de 800 paragraphes.
Quelques événements importants relatés dans les Chroniques :
Livre I 1322–1377
- Exécution de Hugues le Despenser (1326)
- Déposition d'Édouard II et accession d'Édouard III (1327)
- Campagne d'Édouard III en Écosse (1327)
- Mariage d'Édouard III et de Philippa de Hainaut (1328)
- Hommage féodal d'Édouard III à Philippe VI de Valois (1331)
- Édouard III cherche des alliés dans les Pays-Bas contre Philippe VI de Valois
- Campagne de Thiérache (1339)
- Bataille de L'Écluse (1340)
- Siège de Tournai (1340)
- Guerre de Succession de Bretagne (1340-1364)
- Campagne du Comte de Derby en Gascogne (1344-1345)
- Bataille de Crécy (1346)
- Siège de Calais (1346-1347)
- Bataille de Neville's Cross (1346)
- Bataille de L'Espagnols sur Mer (1350)
- Bataille de Poitiers (1356)
- Étienne Marcel dirige la révolte des marchands à Paris (1358)
- La Grande Jacquerie (1358)
- Les Grandes compagnies
- Campagne d'Édouard de Woodstock dans le sud de la France
- Campagne d'Édouard III à Reims (1359-1360)
- Traité de Brétigny (1360)
- Mort de Jean II le Bon (1364)
- Bataille de Cocherel (1364)
- Bataille d'Auray (1364); fin de la Guerre de Succession de Bretagne
- Première guerre civile de Castille (1366-1369): campagne d'Édouard de Woodstock dans la péninsule ibérique
- Bataille de Nájera (1367)
- Bataille de Montiel (1369)
- Le Sac de Limoges (1370)
- Bataille de Chizé (1373)
- Morts du Prince Noir et d'Édouard III ; accession de Richard II (1377)

Livre II 1376–1385
- Le Grand schisme d'Occident (1378-1417)
- Bataille de Roosebeke (1382)

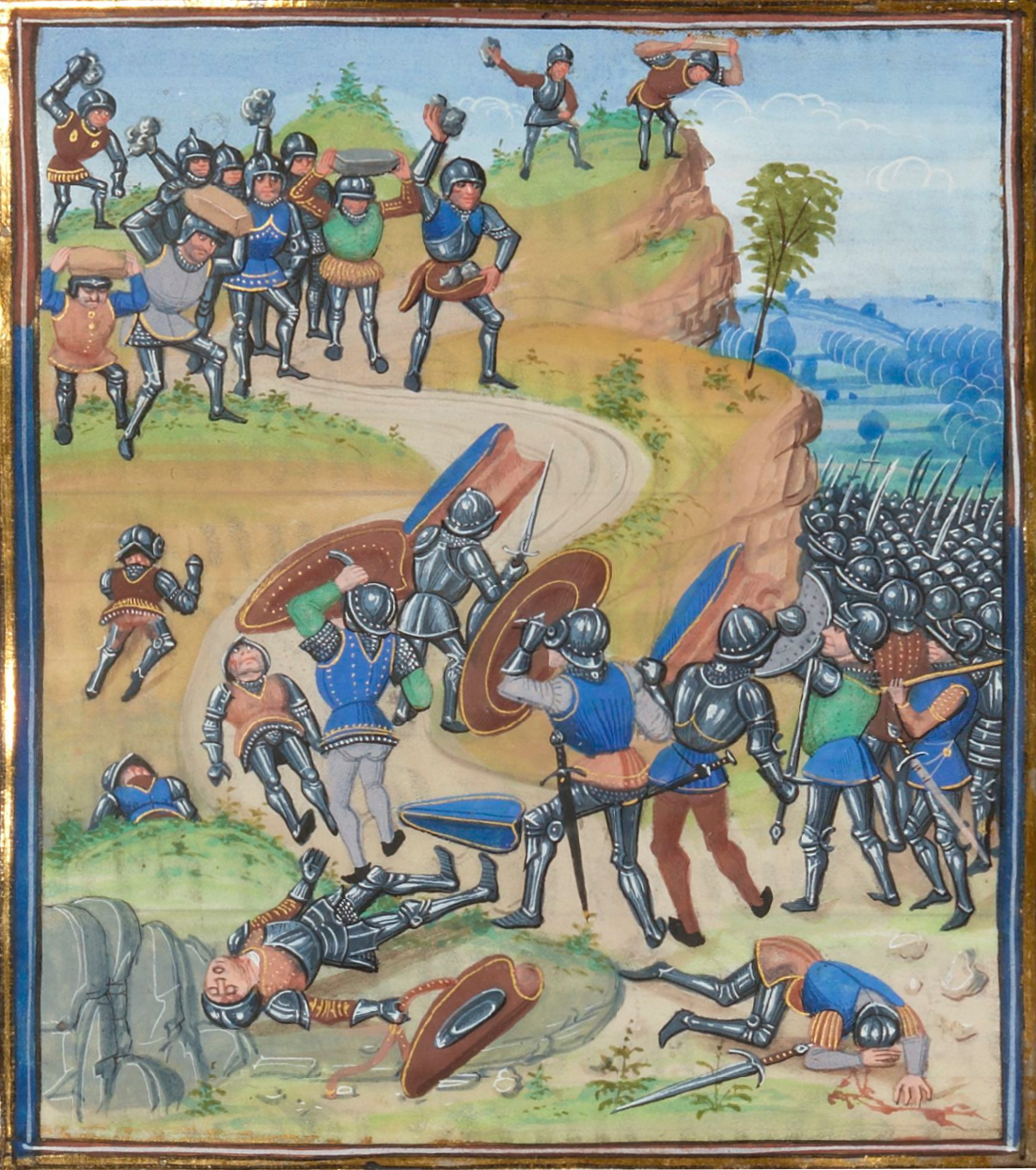
Bataille de Brignais, 1362 (manuscrits Gruuthuse).

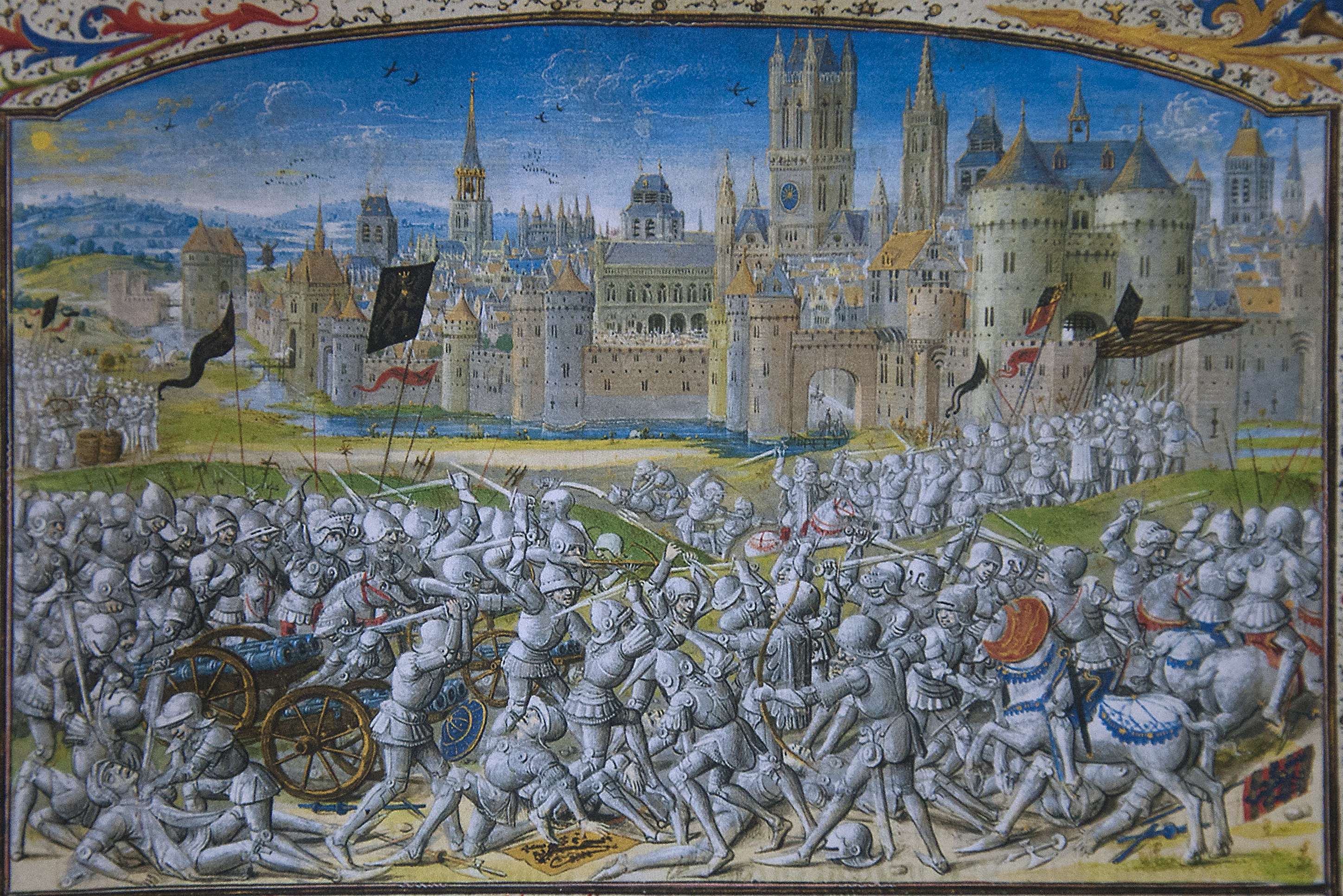
Bataille de Beverhoutsveld.

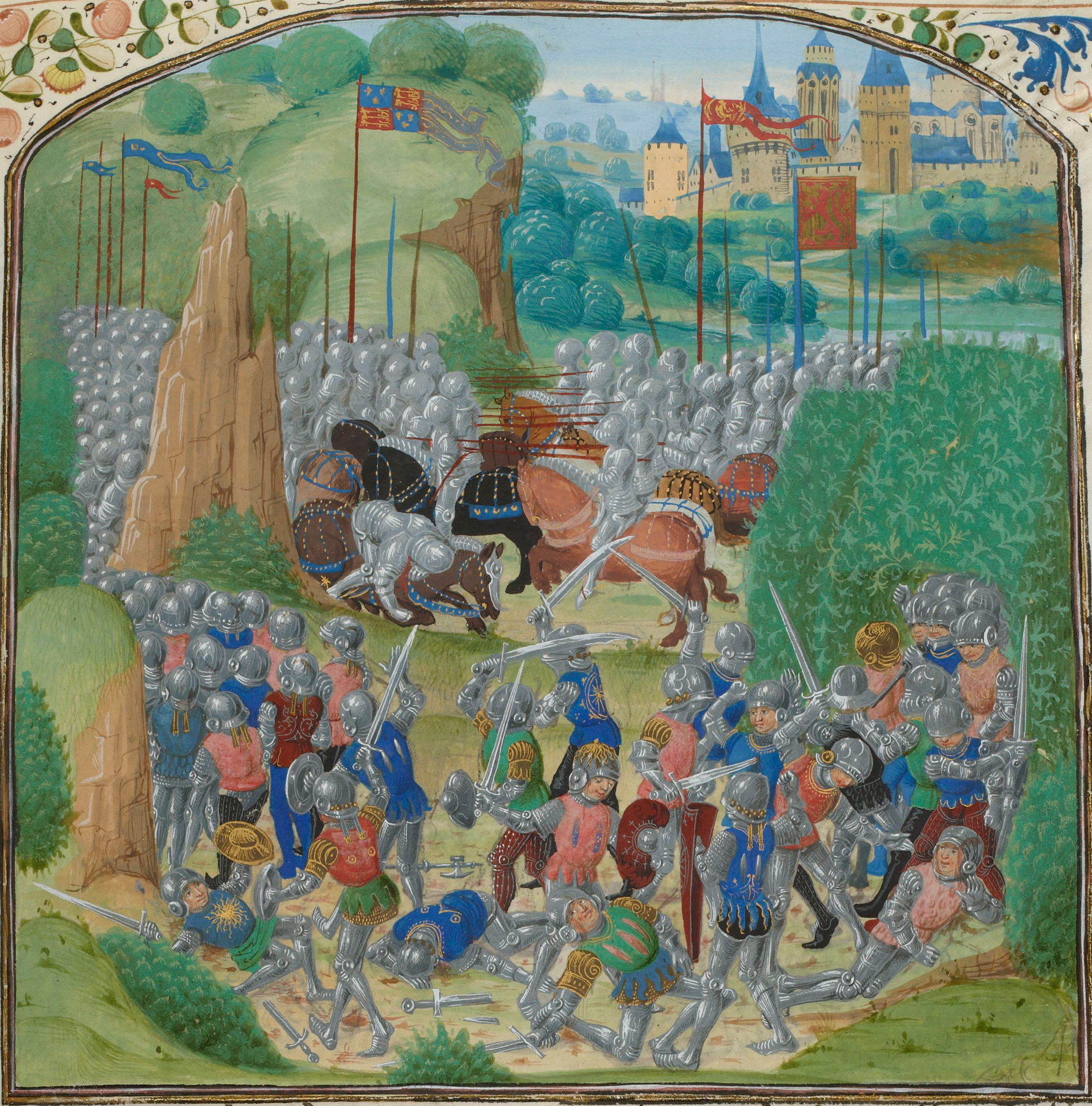
Bataille d'Otterburn 1388.

- Révolte des paysans en Angleterre (1381)
- Mariage de Charles VI (roi de France) et Isabeau de Bavière (1385)

Livre III 1386–1388 : Du voyage en Béarn à la cour de Gaston Fébus à la campagne en Gascogne
- Meurtre du jeune Gaston de Foix par son propre père
- Le démon familier prédisant l'avenir du seigneur de Coarraze
- Préparations françaises d'une invasion de l'Angleterre
- Duel judiciaire ordonné par la cour de justice entre Jean de Carrouges et Jacques Le Gris (1386)
- Richard II en conflit avec ses oncles
- Bataille d'Otterburn (1388)

Livre IV 1389–1400
- Le Bal des ardents lors d'une fête en honneur d'Isabeau de Bavière
- Tournoi à Smithfield avec Richard II
- La mort de Gaston III de Foix-Béarn
- La folie de Charles VI (roi de France)
- Déposition de Richard II et accession de Henri IV
- Bataille de Nicopolis et massacre des prisonniers

## Composition et sources
Avant d'écrire les Chroniques, Froissart a écrit une chronique en vers pour la reine anglaise Philippa de Hainaut, qu'il lui a présentée en 1361 ou 1362,,. Le texte de ce premier ouvrage historique, que Froissart lui-même mentionne dans le prologue de ses Chroniques, est généralement considéré comme perdu, mais certains chercheurs ont soutenu qu'un manuscrit du XIVe siècle contenant une chronique en vers, dont des fragments sont maintenant conservés dans les bibliothèques de Paris et de Berlin, peuvent être identifiées comme étant ce qu'on appelle la « chronique perdue ».

### Livre Ier
Froissart commence à écrire le Livre I des Chroniques après 1370, peut-être vers 1379-1381, et peut-être à la demande de Robert de Namur, à qui cette première version a été dédicacée. Dans le prologue de cette version du texte, en prose, Froissart justifie sa nouvelle entreprise par son désir d'améliorer ses premières tentatives d'écrire un récit historique des premières années de la guerre de Cent Ans. En particulier, il désavoue sa précédente chronique de vers, et il admet que son exactitude n'avait pas toujours été aussi bonne que des sujets aussi importants que la guerre et les prouesses chevaleresques l'exigent. Ce texte est la « première rédaction proprement dite » ou rédaction « A ». Il est conservé dans de nombreux manuscrits, y compris le manuscrit 864 de la Bibliothèque municipale de Besançon. Afin d'améliorer la qualité et l'exactitude historique de son travail, Froissart déclare son intention de suivre dorénavant comme sa source principale les Vrayes Chroniques de Jean le Bel, qui avait exprimé une critique féroce sur les rimes comme un support approprié à une historiographie sérieuse. Froissart a également utilisé d'autres textes, tels que La Vie du Prince Noir par Chandos le héraut, en particulier pour la campagne du Prince Noir en Espagne en 1366-1367,. Il insère aussi dans son texte des documents officiels, parmi lesquels l'acte d'hommage féodal de Édouard III au roi Philippe VI de Valois (1331) et la version anglaise du Traité de Brétigny (1360).

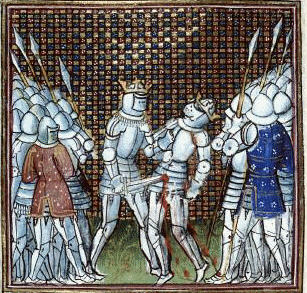
Bataille de Montiel, Henri II et mort de Pierre Ier de Castille. Besançon, Manuscrit 864.

Le Bel avait écrit sa chronique pour Jean de Beaumont (1288-1356), oncle de Philippa de Hainaut, qui avait été un partisan de la reine Isabelle de France et de l'invasion de l'Angleterre (1326) qui a conduit à la déposition d'Édouard II en 1326. Jean de Hainault avait également participé à plusieurs des premières batailles de la Guerre de Cent Ans, d'abord du côté anglais, puis du côté français. Son petit-fils Guy II de Blois-Châtillon devint plus tard le principal protecteur des Chroniques de Froissart. Jean Le Bel lui-même, tout au long de son travail, exprimait une grande admiration pour Édouard III, dans la campagne de 1327 et la Bataille de Stanhope Park contre les Écossais. Pour toutes ces raisons, Froissart doit avoir hautement apprécié la chronique de Le Bel comme source d'informations fiables sur les événements qui ont conduit au déclenchement de la guerre entre la France et l'Angleterre et sur les premières phases de la guerre de Cent Ans. La comparaison du Livre I de Froissart avec l'œuvre de Le Bel montre que pour les premières parties des Chroniques (jusqu'à 1360), Froissart a souvent directement copié et développé de très grandes parties du texte de Le Bel.
Froissart a écrit plusieurs versions du Livre I, celui qui couvre la période allant jusqu'à 1378/1379, et à des moments différents. Une deuxième version du Livre I est conservée dans moins de manuscrits que la version « A ». Cette version « B » apporte surtout des chapitres nouveaux. C'est la rédaction « B » que l'historien médiéviste Siméon Luce adopte pour sa grande édition , entre 1869 et 1888 ; il suit le texte de la version BnF fr. 6477-79. Une autre version du Livre I, avec les témoignages recueillis auprès des interlocuteurs, subsiste dans la version « Amiens » (Amiens, Bibliothèque municipale, M 486), et en partie dans la version « Valenciennes » (Valenciennes, Bibliothèque municipale, M 638) et la version « Rome » du Livre I. La dernière est conservée à la bibliothèque du Vatican (Cité du Vatican, Biblioteca Apostolica Vaticana, Reg. Lat 869) ; elle est incomplète et ne couvre que la période jusqu'à 1350. Elle est sans doute la version la plus récente, car écrite vers la fin de la vie de Froissart, au plus tôt à la fin de 1404. Cette version a été précédée par la version « C » du Livre I, écrite entre 1395 et 1399, longtemps considérée à tort comme perdue; elle subsiste dans un seul manuscrit maintenant à la Newberry Library à Chicago,.

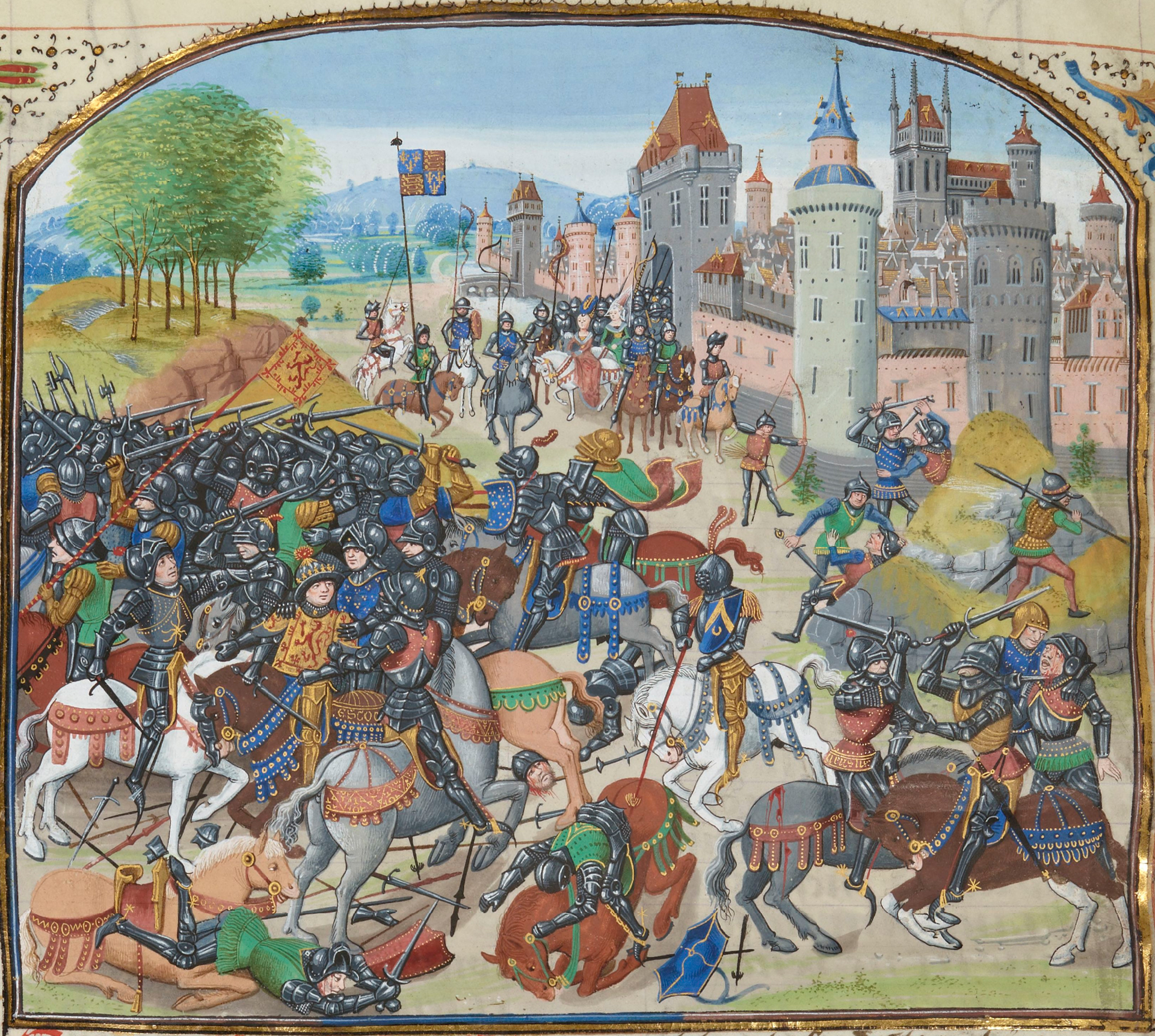
Bataille de Neville's Cross, 1346 (manuscrits Gruuthuse).

L'ordre chronologique des versions a été amplement discuté par divers chercheurs,. Il n'y a pas encore de consensus qui couvre toutes les versions et leurs relations, bien que la plupart des spécialistes semblent maintenant penser que les versions « Amiens » et « Valenciennes » sont antérieures à la version appelée « B » ,,. La version « Amiens » et la version abrégée du Livre I (Paris, BnF, fr 10144) ont probablement été écrites toutes les deux dans la période 1384-1391, mais la version « Amiens » semble la plus ancienne des deux. La version « B » du Livre I éditée par Siméon Luce pour la Société de l'histoire de France représente ce qui est souvent considéré comme la version « standard » du Livre I. Luce lui-même était convaincu que la version « B » représentait le premier état complet du Livre I et était donc antérieure au texte « Amiens ». L'examen du texte plaide cependant pour une date de composition en 1391 ou peu après, donc certainement ultérieure à la celle du texte « Amiens ».

### Livre II
Le Livre II s'occupe d'événements plus familiers au clerc-écrivain. Dans la thématique de ce deuxième Livre, les révoltes et soulèvements populaires prennent une place importante. Une première version du deuxième livre des Chroniques, qui dans l'esprit de l'auteur ne semble jamais avoir été un livre séparé mais plutôt une continuation couvrant la période 1378-1385, a probablement été achevée à la fin des années 1380. Il ne semble pas avoir été basé sur d'autres chroniques préexistantes et est donc entièrement le travail personnel de Froissart. Le livre II, cependant, inclut un compte rendu détaillé de la révolte flamande contre le comte dans les années 1379-1385, texte que Froissart avait précédemment composé en tant que texte séparé et qui est connu comme sa Chronique de Flandre. Cette Chronique de Flandre a été éditée par Godfried Croenen à partir du manuscrit BnF Fr. 5004. Froissart insère plusieurs documents officiels dans sa Chronique de Flandres, qui furent également repris dans le Livre II des Chroniques, y compris le texte du Traité de Tournai (1385) qui rétablit la paix entre les villes flamandes et leur comte. Froissart trouve les moyens pour effectuer de nombreux voyages ; il est allé jusqu'en Écosse. Il interviewe de nombreux membres de l'aristocratie anglaise et écossaise, comme il avait pu interroger les détenus français attendant le versement de leur rançon. En 1366, Froissart est à Bruxelles, en 1368 en Italie, à Milan, lors du mariage de Lionel de Clarence et Violanta Visconti.
Comme pour Le livre I, Froissart semble également avoir réécrit les autres livres de ses Chroniques. En dehors de la Chronique de Flandre, il existe au moins trois versions du Livre II. La plupart des manuscrits du Livre II contiennent une de deux versions antérieures, qui sont presque identiques, à l'exception d'un petit nombre de chapitres dans lesquels il existe des différences substantielles. Les manuscrits de ces deux versions antérieures ont servi de base à toutes les éditions modernes.
Il existe également une version ultérieure du Livre II, qui date de 1395 et qui ne subsiste que dans le manuscrit de Newberry, celui qui contient également la version « C » du livre I. La version Newberry du livre II diffère sensiblement des autres versions connues. Elle est sans aucun doute le résultat d'un remaniement approfondi du texte par l'auteur, qui comprenait l'ajout d'un important matériau qui ne figure pas dans les autres versions. Le texte de Newberry a été partiellement transcrit pour le Online Froissart.

### Livre III
Froissart entreprend en 1388 un long voyage dans le midi de la France. Il traverse des villes et villages fortifiés jusqu'à arriver à Orthez, dans le Béarn, à la cour du comte Gaston Fébus. Cette partie des chroniques, connue sous le nom du Voyage en Béarn, est beaucoup plus intime. Le manuscrit met en scène le chroniqueur dialoguant, durant ce voyage, avec Espan de Lyon, un ami de Gaston Fébus. Le texte décrit également les guerres entre Portugal et Castille et leurs alliés respectifs, mais il laisse la place à des anecdotes diverses : histoires d'adultère, de revenants, de passages souterrains cachés, d'homicides tragiques et cas de possession diabolique.
Une première version du livre III, qui couvre les années 1385 à 1390, mais qui inclut également des importants retours en arrière aux périodes antérieures, a été probablement achevée en 1390 ou 1391 et on la retrouve dans presque tous les manuscrits conservés. Il en existe 25 manuscrits ; le manuscrit 865 de Besançon est à la base des éditions modernes. Une deuxième version n'existe qu'en un seul manuscrit (Paris, Bibliothèque nationale de France, MS fr. 2650). Cette seconde version est probablement un remaniement ultérieur par Froissart lui-même: il suit le modèle que l'on peut voir dans les différentes versions d'auteur du Livre II, avec de nombreux chapitres restés les mêmes et d'autres chapitres ayant été largement réécrits.

### Livre IV

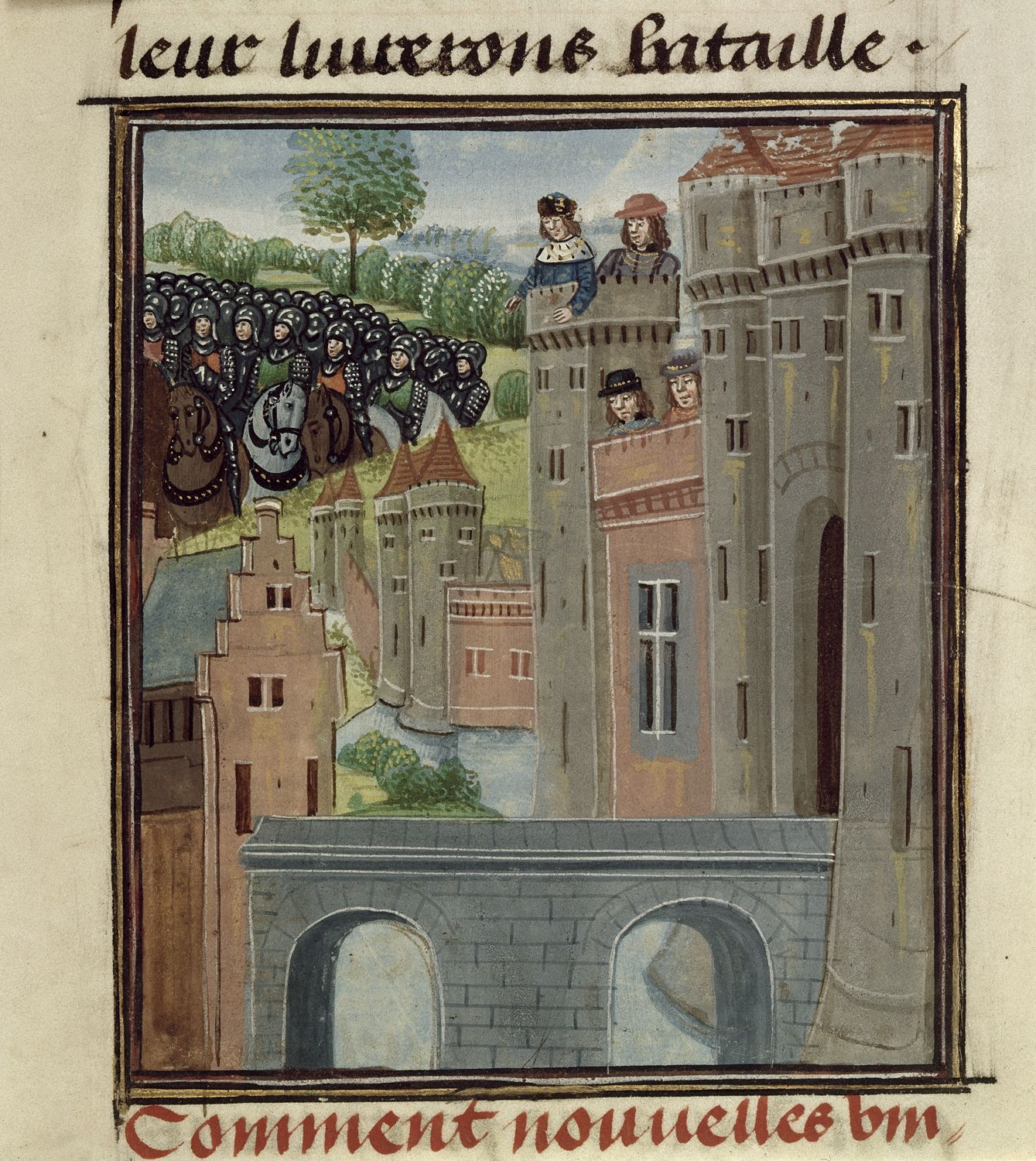
Richard II au Château de Flint (BL Royal 18 E II, fol. 393)

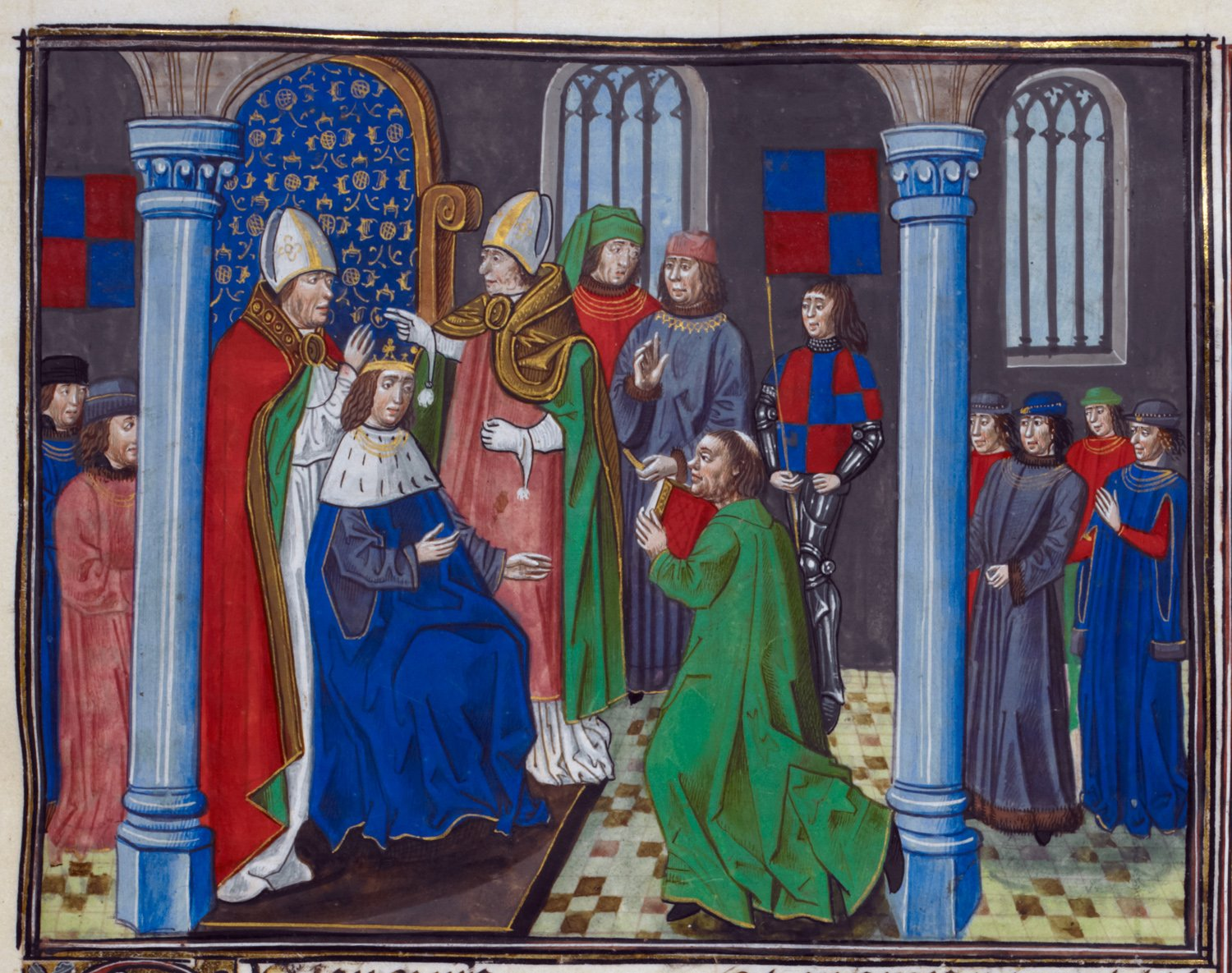
Coronnement de Henri IV (BL Royal 18 E II, fol. 404)

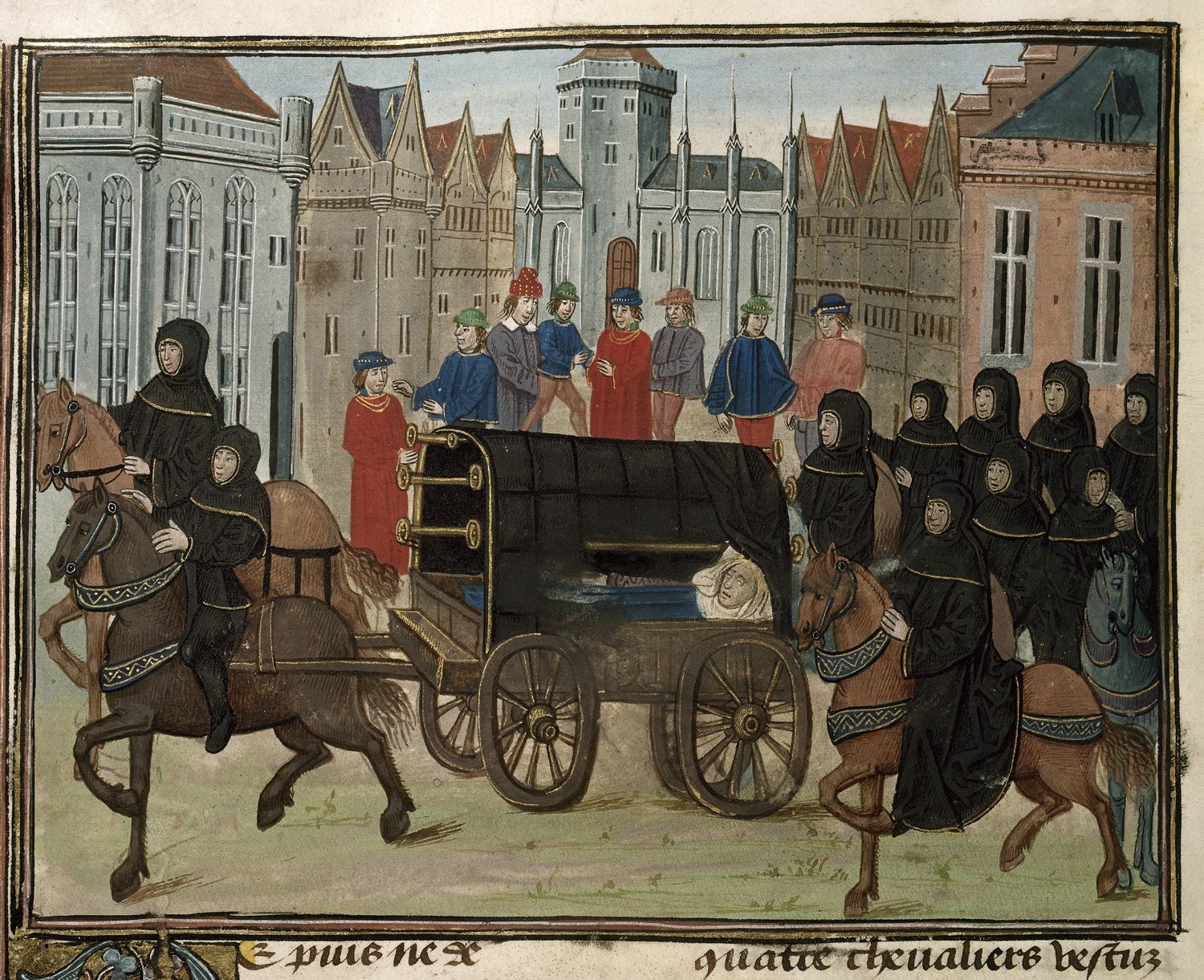
Funérailles de Richard II (BL Royal 18 E II, fol. 416v)

Le Livre IV, dont le texte va jusqu'en 1400, reste incomplet et était probablement, comme la version « Rome » du livre I, écrite après 1404. Il est possible que la fin abrupte du livre IV s'explique par la mort de Froissart, qui a pu avoir lieu pendant qu'il écrivait cette partie des Chroniques. Froissart s'est installé, après son retour vers 1391 dans le Hainaut, à Chimay où il a obtenu quelques années plus tôt un canonicat. Il retrace un nouveau et dernier voyage en Angleterre où le chroniqueur rencontre des courtisans presque tous nouveaux. On assiste à la fin du règne de Richard II et à l'avènement de son successeur Henri Brolingbroke, le futur Henri IV.

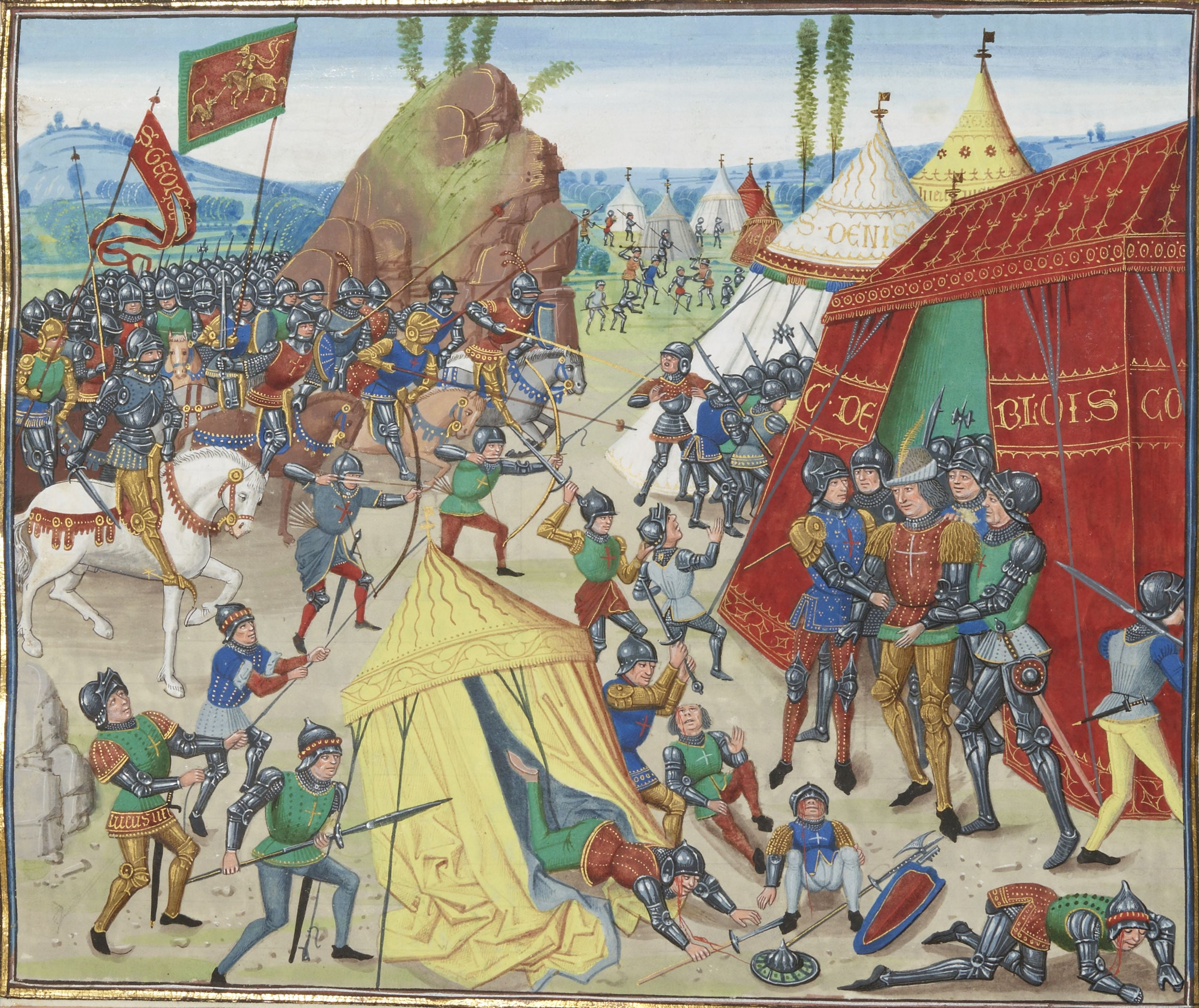
Capture du duc de Bretagne pendant la bataille de La Roche-Derrien, 1347

Le Livre IV a été transmis dans 21 manuscrits, tous représentant la même version d'auteur. Certaines traces indiquent que le texte a été revu par un « copy editor », qui n'était pas l'auteur mais qui semble avoir préparé le texte, éventuellement autographe, pour la reproduction. Contrairement aux trois autres livres des Chroniques, le Livre IV semble être resté longtemps inconnu, jusqu'à ce qu'il soit découvert dans la seconde moitié du XVe siècle, lorsque les premières copies manuscrites du texte commençaient à circuler dans les cercles de cour des ducs de Bourgogne.

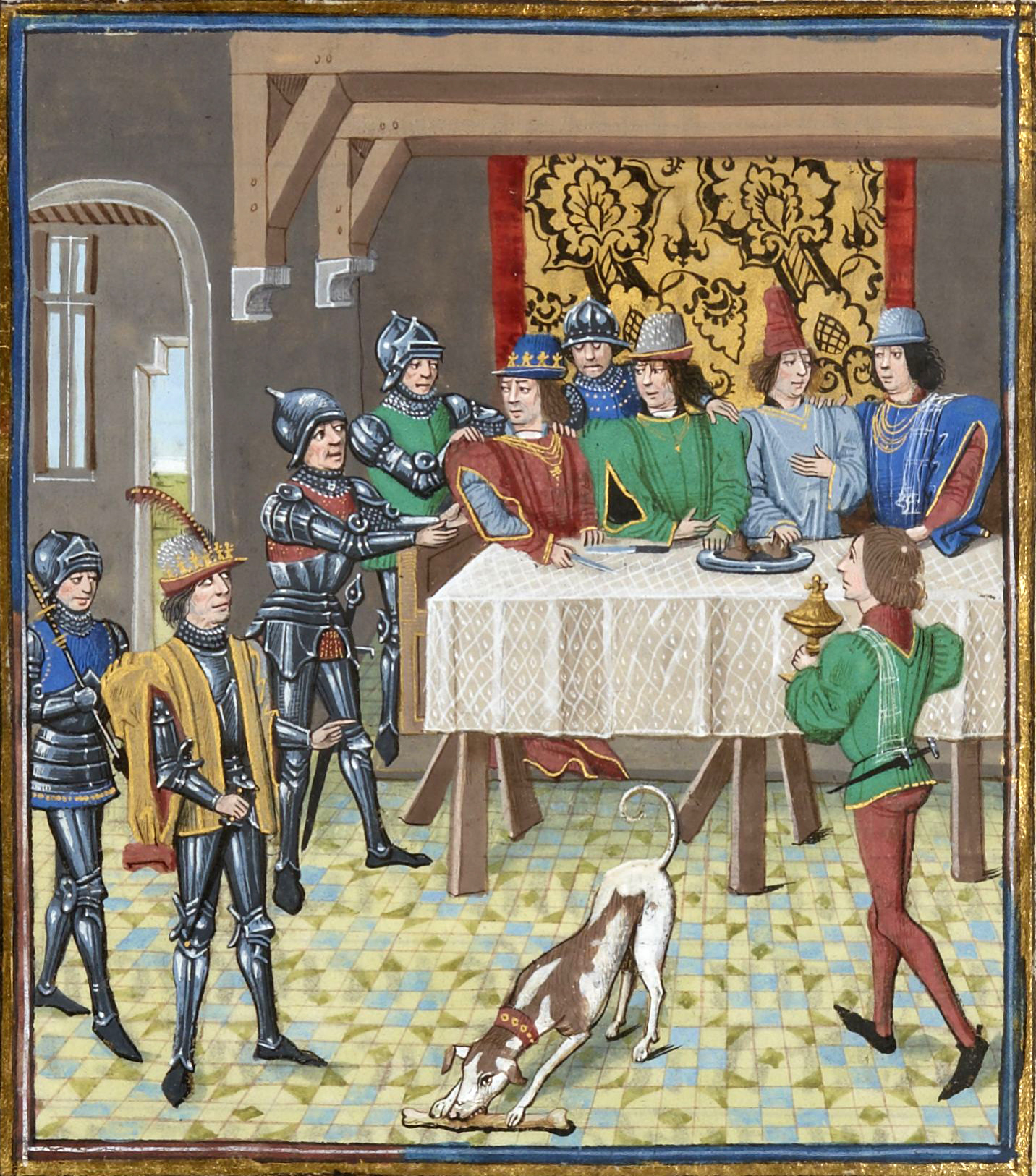
Arrestation de Charles de Navarre à Rouen en 1356 (manuscrits Gruuthuse).

## Manuscrits
Les Chroniques sont rapidement devenues populaires parmi la noblesse, et de nombreux manuscrits étaient enluminés de façon luxueuse. Au cours du premier quart du XVe siècle, de nombreuses copies enluminées du Livre I, ainsi que des copies des Livres II et III, ont été produites par des libraires parisiens. Près de la moitié de ces copies conservées peuvent être mises en relation à un « libraire » particulier, appelé Pierre de Liffol,.. Plusieurs « mains » peuvent être relevées dans ces copies, mais deux enlumineurs anonymes semblent se détacher comme collaborateurs réguliers dans la production de Liffol : le Maître de Boèce et le Maître de Giac.
Un renouveau d'intérêt, à partir de 1470 dans les Pays-Bas bourguignons, a conduit à la réalisation d'enluminures flamandes des Chroniques. Plusieurs exemplaires complets des quatre livres, ainsi que tous les manuscrits enluminés du Livre IV, datent de cette période. Alors que les enluminures plus anciennes sont pour la plupart plutôt simples et stéréotypées, avec des arrière-plans décorés, les images de cette période sont plus grandes, souvent pleines de détails et offrent une vue étendue des paysages, des intérieurs ou des villes. L'un des exemplaires les plus richement enluminés a été commandé dans les années 1470 par Louis de Gruuthuse, un noble et bibliophile flamand. Les quatre volumes de cette copie (BnF, Fr 2643, 2644, 2645, 2646) contiennent 110 miniatures peintes par certains des meilleurs artistes brugeois de l'époque. Parmi eux, Loyset Liédet a été identifié comme le peintre des miniatures des deux premiers volumes. Celles des troisième et quatrième volumes ont été attribuées à une collaboration entre le Maître d'Antoine de Bourgogne, le Maître du Livre de prières de Dresde et le Maître de Marguerite d'York.
Une centaine de manuscrits enluminés des Chroniques de Froissart ont été conservés. Les principaux sont les suivants :
- Amiens, Bibliothèque municipale, 486 (dit « d'Amiens »)
- Austin, University of Texas at Austin, Harry Ransom Humanities Research Center, 48
- Anvers, Museum Plantin-Moretus, M 15.6 (ancien ms. 5, t. III)
- Berlin, Staatsbibliothek und Preussischer Kulturbesitz, Rehdiger 1 (dit « de Breslau »)
- Berne, Burgerbibliothek, A 14 et A 15
- Besançon, Bibliothèque municipale, 864, 865
- Bruxelles, Bibliothèque royale de Belgique, II 88 (dit « de Boxmeer »), II 2536, IV 467, IV 1102, 20786
- Cambridge, University Library, Hh. III.16, f. VII (feuille de garde)
- Carpentras, Bibliothèque Inguimbertine, 503
- Hannovre, Niedersächsische Landesbibliothek, XXVI.1584 (P.III), XXVII.1584
- Chicago, Newberry Library, Case MS f37, vol. 1, 2
- Glasgow, University Library, MS Hunter 42
- Leyde, Universiteitsbibliotheek, Vossius F. 9. II
- Londres, British Library, Arundel, 67
- Londres, British Library, Harley, 4379-4380
- Londres, British Library, Royal, 14. D. V, 14. D. VI, 18. E. I, 18. E. II
- Londres, British Library,Add. MSS 38658-38659
- Los Angeles, J. Paul Getty Museum, Ludwig XIII 7
- Mons, Bibliothèque de l'Université de Mons-Hainaut, 240/359, 642
- New York, Morgan Library, M.804
- Paris, Bibliothèque nationale de France, Arsenal 3839, 5189, 5190
- Paris, Bibliothèque nationale de France, français 2640, 2641, 2642, 2643, 2644, 2645, 2646, 2648, 2649, 2650, 2653, 2654, 2655, 2656, 2657, 2659, 2662, 2663, 2664, 2670-2671, 2672-2673, 2675, 2676, 5005, 6473, 6474, 6475, 6477, 15487, 15489, 20359
- Paris, Bibliothèque nationale de France, nouvelles acquisitions françaises, 9604, 9605, 9606, 10055
- Rouen, Bibliothèque municipale, MS U 28 (1149)
- Toulouse, Bibliothèque municipale, MS 511
- Valenciennes, Bibliothèque municipale, 638, f. 1 (Version remaniée et abrégée du ms. d'Amiens)
- Vatican, Biblioteca Apostolica Vaticana, Reginensi latini, 869 (dit « de Rome »)

Les manuscrits Gruuthuse, enluminés notamment par Loyset Liédet, sont les manuscrits numérotés BnF Français 2643-2646. Ils sont accessibles sur le site Gallica de la Bibliothèque nationale de France :
- manuscrit français 2643
- manuscrit français 2644
- manuscrit français 2645
- manuscrit français 2646

Un autre groupe de manuscrits enluminés sont réalisés à Paris pendant le premier quart du XVe siècle pour la cour de France. D'un format identique, ils sont copiés par les mêmes copistes et illustrés presque exclusivement par deux artistes anonymes, connus sous les noms de Maître de Giac et Maître de Boèce.
L’exemplaire de Besançon est accessible sur le site de la Bibliothèque municipale de Besançon :
- Les chroniques de Froissart, Manuscrits 864 et 865.

Il a appartenu à Antoine Perrenot de Granvelle puis à son neveu François de Granvelle, comte de Cantecroy, enfin à l’abbé Boisot, fondateur de la bibliothèque de Besançon.

## Sources
- Jean-Marie Moeglin, « Froissart, le métier d'historien et l'invention de la guerre de Cent Ans », Romania, nos 495-496,‎ 2006, p. 429-470 (lire en ligne)
- Froissart dans sa forge, Michel Zink éd., Paris, Académie des Inscriptions et Belles-Lettres, 2006, 236 p. (Diffusion Peeters).